# Sebastian Schäfer
Sebastian Schäfer (nascido a 11 de julho de 1979) é um economista e político alemão da Aliança 90/Os Verdes que serve como membro do Bundestag desde 2021.

## Infância e educação
Schäfer nasceu em 1979 na cidade de Dettelbach, na Alemanha Ocidental. Estudou filosofia na Universidade de Erfurt e no Beloit College, e economia na Universidade da Califórnia em Berkeley.

## Início de carreira
De 2018 a 2021, Schäfer trabalhou no Ministério das Finanças do Estado de Baden-Württemberg.

## Carreira política
Nas negociações para formar um governo de coligação sob a liderança do ministro-presidente de Baden-Württemberg Winfried Kretschmann após as eleições estaduais de 2021, Schäfer fez parte do grupo de trabalho sobre o orçamento do estado, liderado por Edith Sitzmann e Stefanie Bürkle.
Schäfer foi eleito para o Bundestag em 2021. Desde então, serve no Comité de Orçamento e no Comité de Finanças.